# Sapium marmieri
Sapium marmieri là một loài thực vật có hoa trong họ Đại kích. Loài này được Huber miêu tả khoa học đầu tiên năm 1902.